# Vlastimil Kopecký
Vlastimil Kopecký (Vilémov, 14 d'octubre de 1912 - Hlinsko, 30 de juliol de 1967) fou un futbolista txec de les dècades de 1930 i 1940.
Fou 26 cops internacional amb la selecció de Txecoslovàquia, amb la qual participà en els Mundials de 1934 i 1938.
Pel que fa a clubs, defensà els colors de l'Slavia Praga, on marcà 252 gols en 325 partits (1932-1950). És el segon màxim golejador de la lliga txecoslovaca, només superat per Josef Bican.